# Bear Creek (Bighorn River)
Der Bear Creek ist ein etwa 50 km langer, rechter Nebenfluss des Bighorn River im Norden des US-Bundesstaates Wyoming.

## Verlauf
Der Bear Creek entspringt an der Westflanke des Bald Mountain am Hauptkamm der Bighorn Mountains im Osten des Big Horn County im zentralen Norden Wyomings, etwa 45 km östlich von Lovell und 30 km nördlich von Shell auf einer Höhe von etwa 2900 m. Von dort fließt er in südwestliche Richtung mit starkem Gefälle durch den Bighorn National Forest, erhält einige kleinere Nebenflüsse und erreicht das Bighorn Basin. In leicht mäandrierendem Verlauf fließt der Bear Creek in südwestliche, später in westliche Richtung durch das Becken und mündet nördlich des Sheep Canyon nach rund 50 km auf einer Höhe von 1134 m in den hier nach Norden fließenden Bighorn River. Im Mittel- und Unterlauf weist der Bear Creek eine periodische Wasserführung auf. 

## Hydrologie
Der Bear Creek ist als Nebenfluss des Bighorn River Teil des Einzugsgebietes des Yellowstone River, der über Missouri und Mississippi in den Golf von Mexiko entwässert. Das Einzugsgebiet des Bear Creek umfasst ein Areal von etwa 200 km² und grenzt an die Einzugsgebiete von Crystal Creek im Norden, Beaver Creek im Osten sowie Shell Creek im Süden.

## Belege
1. 1 2 3 4 5  Bear Creek (Bighorn River). In: Geographic Names Information System. United States Geological Survey, United States Department of the Interior (englisch).